# Łabowa (gemeente)
De gemeente Łabowa is een landgemeente in het Poolse woiwodschap Klein-Polen, in powiat Nowosądecki. De zetel van de gemeente is in Łabowa.
De gemeente grenst aan Grybów, Kamionka Wielka, Krynica-Zdrój, Muszyna, Nawojowa, Piwniczna-Zdrój.

## Demografie
De gemeente heeft 5 109 inwoners (30 juni 2004), waarvan: 2533 vrouwen en 2576 mannen. Het gemiddelde inkomen per inwoner bedraagt 1533,15 zl (Stand op 2002).

## Administratieve plaatsen (sołectwo)
Barnowiec, Czaczów, Kamianna, Kotów, Krzyżówka, Łabowa, Łabowiec, Łosie, Maciejowa, Nowa Wieś, Roztoka Wielka, Składziste, Uhryń.